# Pfarrkirche Großhaselbach

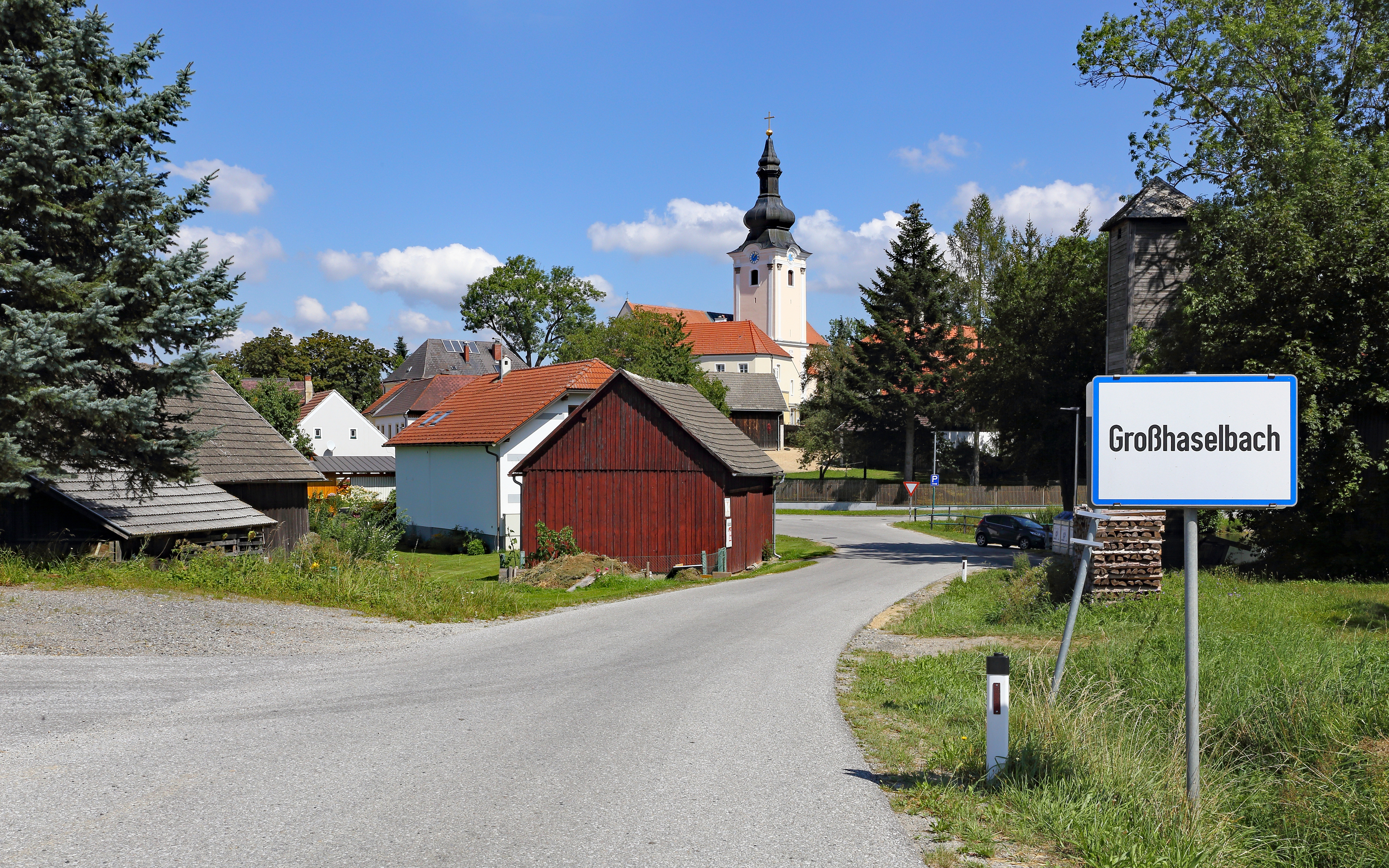
Katholische Pfarrkirche hl. Martin in Großhaselbach

Die römisch-katholische Pfarrkirche Großhaselbach in der Marktgemeinde Schwarzenau im Bezirk Zwettl in Niederösterreich gehört zum Dekanat Waidhofen an der Thaya in der Diözese St. Pölten. Die dem Patrozinium des hl. Martin von Tours unterstellte Pfarrkirche der Ortschaft Großhaselbach und der Kirchhof, dessen Mauern sie umgeben, stehen unter Denkmalschutz (Listeneintrag).

## Geschichte
Der ursprünglich romanische einschiffige Kirchenbau mit einem Rechteckchor aus dem 13. Jahrhundert wurde im 14. Jahrhundert durch ein nördliches Seitenschiff und den Anbau von zwei Kapellen erweitert. Vermutlich wurden nach Zerstörungen in den Hussitenkriegen das Langhaus neu gewölbt, ein spätgotischer Chor angebaut und der Südturm errichtet. 1741 erfolgte eine Barockisierung. 1909, 1924 und 1928 waren Renovierungen nötig. 1960 wurde die Kirche innen und 1981 außen restauriert.

## Architektur
Das Langhaus hat eine schlichte Westfront mit einer vorgesetzten niedrigeren romanischen Giebelwand und einer Ende des 19. Jahrhunderts angebauten Eingangshalle. Ein spätgotisches, verstäbtes Portal in der Langhaussüdwand stammt aus dem späten 15. Jahrhunderts. Die Maßwerkfenster sind neugotisch. Der gotische Chor mit einem Dreiachtelschluss hat Strebepfeiler mit doppelten Wasserschlägen und Spitzbogenfenster. Der Chor der südlichen Seitenkapelle hat ein zweibahniges gotisches Maßwerkfenster. Der im Kern gotische dreigeschoßige Südturm am romanischen Rechteckchor hat eine barocke Pilastergliederung, rundbogige Schallfenster und einen 1794 hinzugefügten Zwiebelhelm; 1791 wurde eine Sonnenuhr installiert.
Das Kircheninnere zeigt ein spätromanisches Langhaus, ursprünglich unter einer Flachdecke, ab der Mitte des 15. Jahrhunderts mit einem dreieinhalbjochigen Netzrippengewölbe auf achtseitigen Pfeilern und nordseitig mit polygonalen Wandpfeilern und südseitig auf einfachen Konsolen. Die Westempore ist spätgotisch netzrippenunterwölbt aus dem Ende des 15. Jahrhunderts und wurde im 18. Jahrhundert bis zum zweiten Joch vorgezogen. Im längsoblongen romanischen Chorvorjoch gibt es ein gotisches Kreuzrippengewölbe mit einem Schlussstein, das Chorvorjoch ist mit einem Rundbogen zum Langhaus geöffnet, seitliche Rundbogenöffnungen führen zu den Kapellen. Ein spitzbogiger Triumphbogen führt zum spätgotischen Hauptchor, eine abgeschnittene Rippe im Osten verweist auf einen vermutlich kleineren Choranbau aus dem 14. Jahrhundert. Der Hauptchor ist dreijochig unter einem Sternrippengewölbe auf runden bzw. achtseitigen Konsolen. Eine spätgotische Sakramentsnische mit einem verstäbten Maßwerk hat ein Schmiedeeisengitter aus der zweiten Hälfte des 15. Jahrhunderts. Das nördliche Seitenschiff ist mit drei Spitzbögen zum Langhaus geöffnet, das Seitenschiff hat ein vierjochiges Kreuzrippengewölbe mit Rosettenschlusssteinen auf Spitzkonsolen. An das Seitenschiff schließt mit einer Spitzbogenöffnung die Nordkapelle an, diese ist einjochig mit einem erhöhten Fünfachtelschluss mit einem Kreuzrippengewölbe mit einem Rosettenschlussstein; in dem Gewölbe gibt es reichen barocken Bandlwerkstuck aus dem Jahr 1741. Die Südkapelle im Turmerdgeschoß entspricht in der Machart der Nordkapelle, die Südkapelle wird durch eine Wendeltreppe im Turmerdgeschoß beengt.

## Einrichtung
Der neugotische Hochaltar baute Franz Oberhuber 1880, er trägt die Figur hl. Martin flankiert von den Heiligen Peter und Paul, der Aufsatz ist teils entfernt.
Die Orgel baute Johann M. Kauffmann 1891. Glocken nennen Johne Phibmer 1490 und 15. Jahrhundert.

## Grabdenkmäler
Außen
- Wappengrabstein zu Georg Strein von Schwarzenau 1444.

Innen
- In der Vierung Wappengrabstein zu Gothart Strein zu Schwarzenau 1538.
- In der Turmhalle Wappengrabstein zu Wolfhart Strein zu Schwarzenau 1562.
- Im nördlichen Seitenschiff Sandsteingrabplatte mit Cherubköpfen zu Franz Steidler zu Schwarzenau 1708.